# Django (2017)
Django (bra: Django; prt: Melodias de Django) é um filme francês de 2017, do gênero drama biográfico-bélico-musical, dirigido por Étienne Comar, com roteiro de Alexis Salatko e do próprio diretor e protagonizado por Reda Kateb e Cécile de France.
Estreou no Festival Internacional de Cinema de Berlim em 9 de fevereiro de 2017.

## Elenco
- Reda Kateb - Django Reinhardt
- Cécile de France - Louise de Klerk
- Bea Palya - Naguine
- Johnny Montreuil - Joseph Reinhardt
- Raphaël Dever - Vola
- Patrick Mille - Charlie Delaunay
- Àlex Brendemühl - Hans Biber
- Ulrich Brandhoff - Hammerstein